# 마지노선

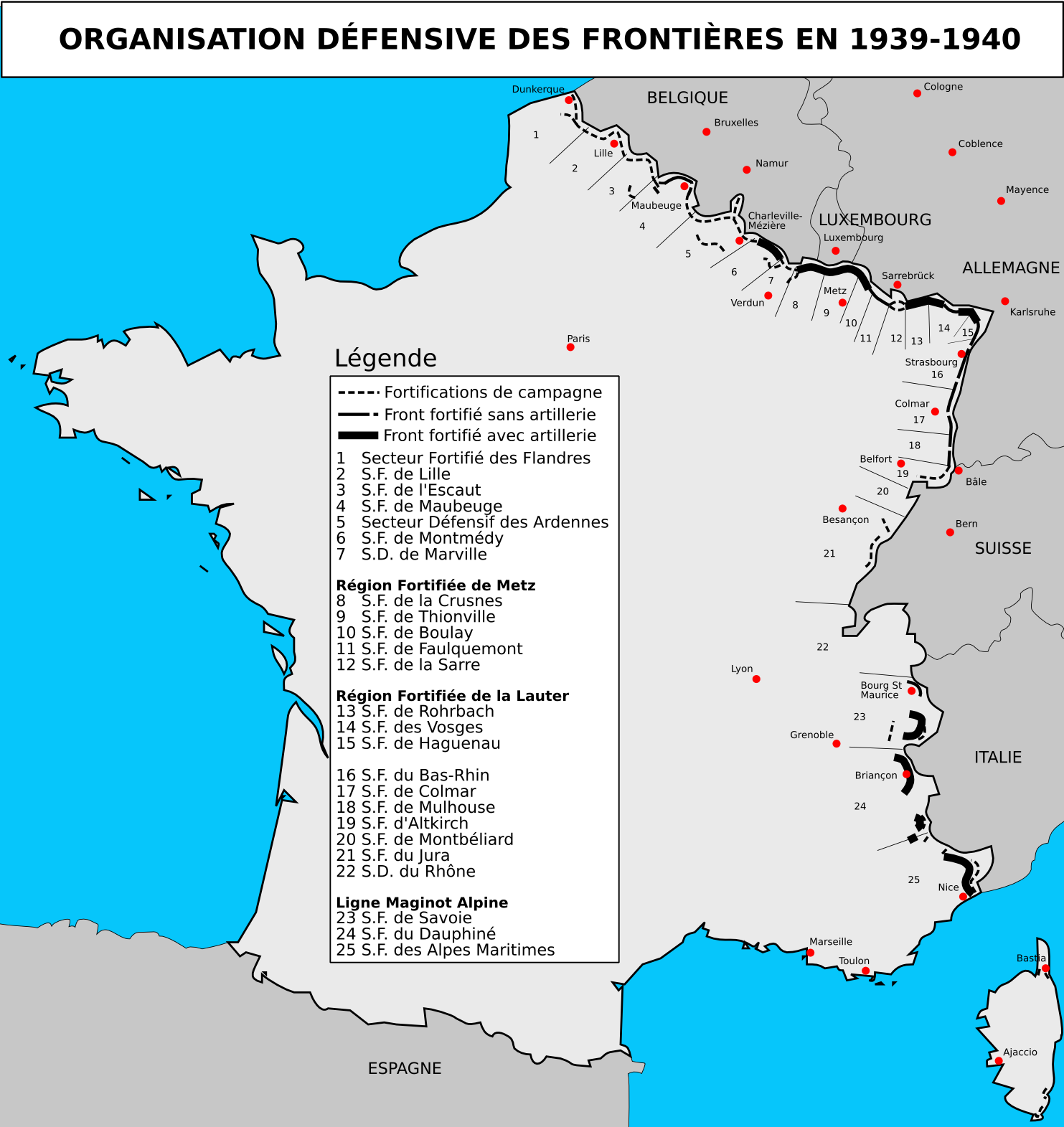
마지노선의 지도

마지노선(프랑스어: Ligne Maginot) 또는 마지노 요새는 1927년부터 1936년까지 프랑스가 나치 독일의 침략을 저지하기 위해 건설한 대규모 요새지대이다. 마지노선의 이름은 프랑스 전쟁부 장관 앙드레 마지노의 이름에서 유래했다. 공사비는 총 160억 프랑이 들었다.

마지노선은 원래 독일군의 공격을 완전히 방어하기 위해 벨기에의 국경까지 완전히 확장될 예정이었지만 독일의 침공 시에 희생될 것을 걱정하던 벨기에의 요구에 따라서 이는 철회되었다. 결과적으로 독일군은 1940년에 낫질 작전으로 마지노선을 무용지물로 만들었다. 우리나라에서만 "마지노"와 "마지막"이라는 어감의 유사성 때문에  "마지막 방어선", "넘어서는 안되는 선", "넘지 못하는 선" 등을 일컬을 때 마지노선이라는 잘못된 표현을 사용한다.  탁상행정에 의해 의미 없게 조성된 방어선이 "최후의 방어선"으로 잘못 쓰이고 있다.  실제로 마지노선이 마지막 방어선으로 사용된 일은 없었다.  독일군의 우회로 제 기능을 못했으니.

프랑스 군사 전문가들은 이 선이 프랑스 군대가 동원하고 반격할 수 있을 만큼 충분히 오랫동안 침략군을 둔화시킬 것이기 때문에 독일의 공격을 저지할 것이라고 믿었다. 왜냐하면 마지노선은 공군 폭격과 전차의 공격에도 끄떡 없었기 때문이다. 마지노선은 보급에 지하철도를 사용하였으며 에어컨과 식사 공간을 따로 배치하는 등 주둔 부대를 위한 최첨단 생활 환경을 갖추고 있었다.

## 건설 목적
마지노선은 다음과 같은 목적을 달성하기 위해 건설되었다.

• 독일의 기습 공격을 막기 위해서
• 국경을 침범하는 공격을 막기 위해서
• 1918년에 프랑스에 반환된 알자스와 로렌 지역과 그 산업 구역을 보호하기 위해서
• 인력을 아끼기 위해서(프랑스는 약 3900만명의 인구를 가지고 있었고 독일은 약 7000만명의 인구를 가지고 있었다)
• 프랑스 주력군의 시간을 벌어주기 위해(국경까지 가는데 2주에서 3주가 소요되었다)
• 프랑스 영토 대신에 스위스와 벨기에의 영토에서 전쟁을 하기 위해
• 반격의 근거지로 사용하기 위해

## 병력 배치
마지노 선에는 전문 보병, 포병, 공병이 배치가 되어 있었다. 보병은 소총과 같은 무기들을 사용하며 필요한 경우 외부에서 작전을 수행하는 임무를 가지고 있었다. 포병 부대는 포를 운용하였고 공병은 요새의 통신 시스템을 포함한 전문 장비를 사용하고 보수, 유지하는 역할을 가지고 있었다. 이 부대들은 특수한 휘장을 착용하고 프랑스 군대의 정예 부대라는 자부심을 가지고 있었다. 평시에는 상근 부대가 일부만 배치되어 있었고 주변에 거주하다 전시에는 긴급 상황 시 신속하게 동원될 수 있는 예비군이 있었다.

상근 부대 인원은 마지노선 가까이에 지어진 막사와 인접 목조 주택 단지에서 생활하였다. 이는 마지노선 내부에서 사는 것 보다는 편안하였지만 폭격에서 살아남을 것으로 예상되지는 않았다. 훈련은 군사 훈련 지역에 건설되어 실사격 훈련이 가능한 요새에서 수행되었다.

## 구성

마지노 선의 개폐식 포탑 작동 측면도: Ouvrage Schoenenbourg의 75mm 포

"마지노선"은 마지노선의 선이라는 이름 때문에 얆은 선형의 요새라고 생각될 수도 있지만, 독일 국경에서부터 국경선 근교까지 약 20-25킬로미터에 이르는 아주 깊은 방어선이었다. 마지노선은 국경 감시 초소, 통신 센터, 보병 대피소, 바리케이드, 포병, 기관총 및 대전차포 배치, 보급 창고, 기반 시설 및 감시 초소, 요새 및 군사 시설 등 복잡한 체계로 구성되어 있었다. 이러한 다양한 구조물은 요새 또는 대규모 방어 시설로 구성된 주요 저항선을 강화했다.
최전방에서부터 후방(동쪽에서 서쪽)까지 마지노선은 다음과 같이 구성되어 있었다:
1. 국경 감시 초소: 국경 감시 초소는 주거용 주택으로 위장된 지상 요새와 보강된 주택들로 구성되어 있었다. 독일군의 기습 공격 시 경보를 울리고 준비된 폭발물과 바리케이드로 적의 전차의 진격을 지연시키기 위해 국경에 상당히 가까운 곳에 지어졌다.
2. 전초기지 및 지원지점:  전초기지는 국경에서 약 5km 정도 떨어져 있었고 기갑 공격에 저항할 수 있는 대전차 요새가 늘어서 있었다. 이 전초기지들은 프랑스로 진입할 수 있는 주요 길목들을 방어하고 있었다.
3. 주저항선: 주저항선은 국경에서 10km 정도 떨어져 있었다. 주저항선에는 금속으로 만들어진 0.70–1.40m정도 높이의 다양한 대전차 장애물이 6열로 2m 깊이 정도로 수직으로 심어져 있었다. 이 대전차 장애물은 전차가 지나갈 수 없는 지형인 빽빽한 숲, 강 등의 지형을 제외하고 끝에서 끝까지 수백 킬로미터 이상 뻗어 있었다. 대전차 장애물 이후에는 촘촘한 철조망으로 만들어진 대인장애물이 뒤따랐고, 전차용 도로 장애물로 전차 장애물을 우회하기 위해 통과해야 하는 지점의 도로를 차단할 수 있었다.
4. 소형 보병 벙커(Infantry casemates): 이 벙커는 쌍둥이 기관총과 37 또는 47mm의 대전차포로 무장되어 있었다. 이 벙커들은 일반적으로 지하 2층으로 되어 있었고, 사격을 위한 층과 부대에 휴식과 서비스(발전 장치, 물, 연료, 식량, 환기 장비 등)를 제공하는 지원/기반 시설 층으로 나누어져 있었다. 보병 벙커의 지상층에는 한 개 또는 두 개의 포탑이 위치해 있었다. 이 포탑에는 기관총이나 잠망경을 배치하여 적을 감시하거나 격퇴하는데 사용되었다. 20명에서 30명이 하나의 보병 벙커를 운영하였다.
5. 소규모 벙커(Petits ouvrages): 이 작은 요새들은 보병 벙커로 이루어진 방어선을 강화했다. 이 소규모 벙커는 일반적으로 막사, 전기 발전기, 환기 시스템, 파티홀, 의무실 및 보급품 저장고와 같은 부착된 지하 시설이 있는 터널 네트워크로 연결된 여러 보병 벙커로 구성되었다. 100명에서 200명 정도가 하나의 소규모 벙커를 운영하였다.
6. 대형 벙커, 요새(Gros ouvrages): 이 대형 벙커들은 마지노선에서 제일 중요한 요새들이었다. 가장 튼튼하게 지어졌고, 제일 강한 화력을 가지고 있었다. 이 요새들은 적어도 6개의 "전방 벙커 시스템" 또는 "전투 블록"과 2개의 입구로 구성되었다. 또한 벙커 간의 운송을 위해 전기 철도 터널 네트워크를 통해 연결되어 있었다. 전투 블록에는 발전소, 환기 시스템, 병영 및 파티홀, 부엌, 식수 및 생활수 저장고, 탄약고, 작업장, 예비 부품 및 식량 창고들과 같은 시설들이 있었다. 최소 500명에서 1000명 이상이 하나의 대형 벙커를 운영하였다.
7. 관측소: 관측소는 주변 지역을 잘 볼 수 있는 언덕에 위치해 있었다. 관측소의 목적은 적의 위치를 파악하고, 포병의 간접 사격을 보조 및 교정하며, 적 부대의 상태와 위치를 보고하는 것이었다. 이 관측소들은 대형 철근 매립 콘크리트 벙커로, 현장 전화 및 무선 송신기(프랑스어로 T.S.F., Télégraphie Sans Fil의 약자로 알려져 있음)로 다른 요새와 연결되어 있었다.
8. 통신망: 통신망은 벙커, 보병 및 포병 요새, 관측소, 대피소를 포함한 마지노선의 모든 요새의 통신을 담당했다. 두 개의 전화선이 방어선과 평행하게 배치되었고 전선이 끊어질 경우를 대비하여 이중으로 설치하였다. 전화선을 따라 중간에 통신망에 연결할 수 있는 장소가 있었다.
9. 보병 예비대 진지: 이것들은 주저항선 후방 500–1,000 미터쯤에 있었다. 이 진지는 200명에서 250명 정도의 보병 중대를 수용하도록 설계된 매몰된 콘크리트 벙커였다. 이 진지는 전기 발전기, 환기 시스템, 물 공급 장치, 부엌 및 난방과 같은 시설을 가지고 있어서 방어 시 오랜 기간동안 버틸 수 있었다. 또한 이 진지는 소규모 본부 및 반격의 시작점으로 사용될 수도 있었다.
10. 자연 장애물: 이 장애물들은 자연적인 분지 또는 강으로, 날씨에 따라 홍수가 발생할 수 있으므로 적의 공격 시 추가적인 장애물이 될 수 있었다.
11. 안전 기지: 주요 요새 근처에 안전 기지가 설치되어 평시에 기습 공격을 받을 경우 요새(외곽) 대원들이 최단 시간 내에 전투 기지에 도달할 수 있었다.
12. 추가 보급소
13. 추가 탄약고
14. 철도 시스템: 600mm 철도 네트워크는 최대 50km까지 떨어진 보급소에서 주요 요새(외곽)를 재무장하고 보급하기 위해 건설되었다. 열차로는 가솔린 엔진 장갑 기관차가 사용되었다.
15. 고압 송전선: 지하에 매립된 고압 송전선은 민간 전력망에 연결되어 많은 벙커와 요새에 전력을 공급했다.
16. 대형 열차포: 이 포는 사거리 10-12 km로 다른 요새들의 포병을 지원하기 위해 기관차에 의해 운반되었다.

## 구성 목록

### 요새
마지노선에는 142개의 요새(ouvrages), 352명의 벙커(casemates), 78개의 안전 진지(shelters), 17개의 관측소 및 약 5,000개의 지상 요새(blockhouses)가 있었다.

### 종형 벙커(Armoures cloches)

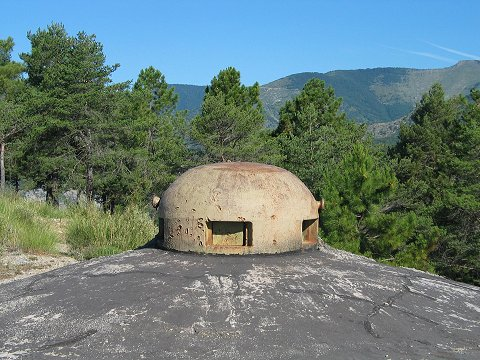
GFM 클로치

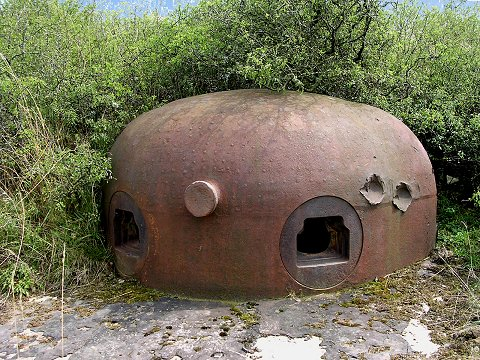
AM 클로치

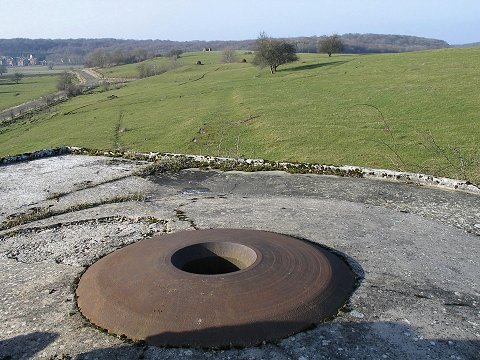
LG 클로치

종형 벙커는 여러 종류가 있었다. 종형 벙커는 단단하게 고정이 되어있어 총구를 뺄 수 없는 모양의 포탑이었다. 클로치(cloche)라는 단어는 종을 의미하는 프랑스 용어인데, 종처럼 생긴 벙커들의 모양을 본떠서 영어로 클로치라는 이름이 붙여졌다. 모든 종형 벙커들은 합금으로 만들어졌다.
• GFM 클로치는 Guetur fusil-mitrailleur cloche의 줄임말로 이는 기계 총 보초를 의미한다. 마지노선에서 제일 많은 종형 벙커로, GFM 클로치는 크레넬(crenels) 또는 엠브레이스(embrasures)라고 불리는 3~4개의 구멍으로 구성되어 있었다. 이러한 구멍들에는 경기관총, 시야 확보용 구멍, 쌍안경 구멍 또는 50mm (2.0인치) 박격포 등이 들어갈 수 있었다. 상부에 잠망경이 장착되어 있는 종형 벙커는 쉽게 볼 수 있는 구성의 벙커였다. 마지노선에는 총 1,118개의 GFM 클로치가 있다. 거의 모든 블록, 벙커 및 안전 진지에는 1~2개의 GFM 클로치가 있다.
• JM 클로치는 'Jumelage de mitrailleus cloche'의 줄임말로 직역하면 쌍둥이 기관총이다. JM 클로치는 기관총 한 쌍이 장착된 하나의 개구부가 있다는 점을 제외하고는 GFM 클로치와 동일하다. 마지노선에는 총 174개의 JM 클로치가 있다.
• AM 클로치는 'Armes mixtes cloche'의 줄임말로 이를 직역하면 혼합 무장이다. 기관총 한 쌍과 25mm(1.0인치) 대전차포를 장착했으며, 1934년 일부 GFM 클로치를 개조해서 만든 종형 벙커였다. 마지노선에는 총 72개의 AM 클로치가 있다.
• LG 클로치는 'Lance-grenade cloche'의 줄임말이며 이를 직역하면 유탄발사기이다. LG 클로치는 지역 방어를 위해 수류탄을 발사할 수 있는 작은 구멍만 있고 거의 콘크리트로 덮여 있다. 마지노 선에는 총 75개의 LG 클로치가 존재한다.
• VP 클로치는 'Vision périscopique cloche'의 줄임말로 이를 직역하면 잠망경 클로치로 여러 개의 서로 다른 잠망경을 장착할 수 있었다. 마지노선에는 총 20개의 VP 클로치가 존재한다.
• VDP 클로치는 'Vision directe et périscopique cloche'의 줄임말로 이를 직역하면 직접 시야 클로치로 VP 클로치와 유사하지만 직접 시야로 보기 위한 2~3개의 개구부가 있어 콘크리트로 덮여 있지 않다.

### 개폐식 포탑

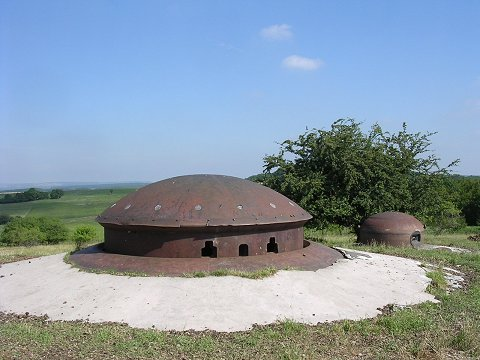
혼합무기용 포탑(AM 포탑)

마지노선에는 다음과 같은 개폐식 포탑들이 포함되어 있었다.

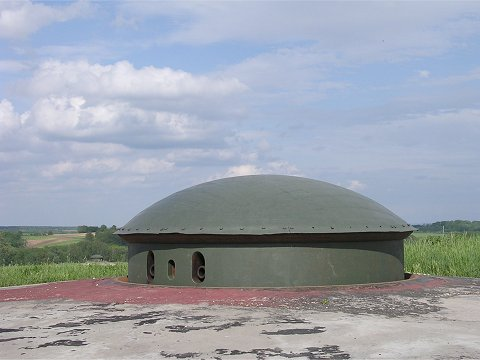
1932년식 75mm (3.0 인치) 포탑

• 1933년식 75mm(3.0인치) 포탑 21개
• 1932년식 75mm(3.0인치) 포탑 12개
• 1905년식 75m(3.0인치) 포탑 1개
• 135mm(5.3인치) 포탑 17개
• 81mm(3.2인치) 포탑 21개
• 혼합무기용 포탑(AM 포탑) 12개
• 혼합무기용 포탑 + 50mm 박격포 포탑 7개
• 기관총 포탑 61개

### 포병부대
마지노선 방어를 위해 고정포 부대와 기동 포병 부대가 모두 배치되었다. Régiments d'artillerie de position (RAP)은 고정포 부대로 구성되었다. Régiments d'artillerie mobile de forteresse(RAMF)는 기동 포병으로 구성되었다.

### 대전차포
25mm 호치키스 대전차포
APX 47mm 대전차포

## 같이 보기
- 대서양 방벽
- 지크프리트선
- 프랑스
- 제 2차 세계 대전
- 낫질 작전
- 방어선
- 앙드레 마지노

## 참고 문헌
- Allcorn, William. The Maginot Line 1928–45. Oxford: Osprey Publishing, 2003. ISBN 1-84176-646-1.
- Kaufmann, J.E. and Kaufmann, H.W. Fortress France: The Maginot Line and French Defenses in World War II, Stackpole Books, 2006. ISBN 0-275-98345-5.
- Kaufmann, J.E., Kaufmann, H.W., Jancovič-Potočnik, A. and Lang, P. The Maginot Line: History and Guide, Pen and Sword, 2011. ISBN 978-1-84884-068-3.
- (프랑스어) Mary, Jean-Yves; Hohnadel, Alain; Sicard, Jacques. Hommes et Ouvrages de la Ligne Maginot, Tome 1. (Men and Works of the Maginot Line). Paris, Histoire & Collections, 2001. ISBN 2-908182-88-2.
- (프랑스어) Mary, Jean-Yves; Hohnadel, Alain; Sicard, Jacques. Hommes et Ouvrages de la Ligne Maginot, Tome 2. Paris, Histoire & Collections, 2003. ISBN 2-908182-97-1.
- (프랑스어) Mary, Jean-Yves; Hohnadel, Alain; Sicard, Jacques. Hommes et Ouvrages de la Ligne Maginot, Tome 3. Paris, Histoire & Collections, 2003. ISBN 2-913903-88-6.
- (프랑스어) Mary, Jean-Yves; Hohnadel, Alain; Sicard, Jacques. Hommes et Ouvrages de la Ligne Maginot, Tome 4 – La fortification alpine. Paris, Histoire & Collections, 2009. ISBN 978-2-915239-46-1.
- (프랑스어) Mary, Jean-Yves; Hohnadel, Alain; Sicard, Jacques. Hommes et Ouvrages de la Ligne Maginot, Tome 5. Paris, Histoire & Collections, 2009. ISBN 978-2-35250-127-5.
- Romanych, Marc; Rupp, Martin. Maginot Line 1940: Battles on the French Frontier. Oxford: Osprey, 2010. ISBN 978-1846034992.
- Rowe, V. (1959). 《The Great Wall of France: The Triumph of the Maginot Line》 1판. London: Putnam. OCLC 773604722.